# Олігонітрофіли
Олігонітрофіли — мікроорганізми, зазвичай ґрунтові, здатні рости за умовами незначної кількості зв'язаного азоту в навколишньому середовищі. Багато з цих організмів є діазотрофами, тобто здатні фіксувати атмосферний азот.